# Giorno della Repubblica (Malta)
Il Giorno della Repubblica (in maltese: Jum ir-Repubblika, in inglese Republic Day) è un giorno di festa nazionale della Repubblica di Malta.
Viene celebrato il 13 dicembre e commemora l'anniversario della proclamazione della Repubblica di Malta nel 1974.

## Storia
Con la firma dell'Independence Act nel 1964 l'isola di Malta e le sue dipendenze (le isole di Gozo, Comino ed le altre isole dell'arcipelago maltese), in precedenza colonia dell'Impero britannico dal 1813, ottennero formalmente l'indipendenza dalla Gran Bretagna. Venne così a costituirsi lo Stato di Malta, il cui capo di stato rimase formalmente la regina Elisabetta II.
L'amministrazione del nuovo stato rimase provvisoriamente affidata al Governatore generale Maurice Henry Dorman, già in carica dal 1962 come rappresentante della regina sul territorio maltese.
Gli ideali repubblicani erano già stati propagandati da patrioti maltesi come Mikiel Anton Vassalli nel XIX secolo e Manwel Dimech agli inizi del XX secolo, ma fu con la vittoria del Partito Laburista, guidato da Dom Mintoff, alle elezioni del 1971 che le trattative per la costituzione dello stato maltese come una repubblica, con il conseguente affrancamento dalla tutela britannica (era, questo, uno dei temi chiave della campagna elettorale di Mintoff), subirono un'accelerazione. Nel 1974 la proposta di una nuova costituzione di stampo repubblicano venne sottoposta al parlamento, che dopo una iniziale opposizione del Partito Nazionalista, storicamente più incline a mantenere Malta politicamente più vicina alla Gran Bretagna, la approvò a larga maggioranza.

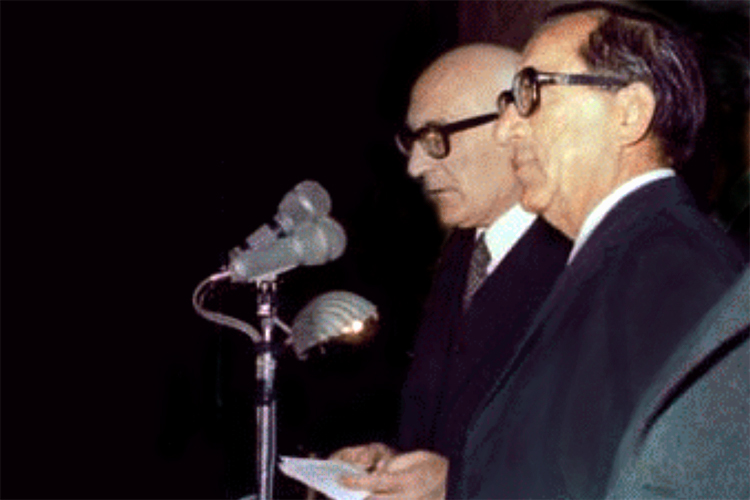
Sir Anthony Mamo (a sinistra nella foto), primo Presidente della Repubblica maltese, e Dom Mintoff (a destra) proclamano la nascita della Repubblica di Malta il 13 dicembre 1974

La nuova costituzione vide, oltre al cambio formale del capo dello stato, l'esplicito riconoscimento della piena libertà di coscienza, precedentemente assente nella Costituzione del 1964, oltre ad un ridimensionamento del ruolo della Chiesa Cattolica, e l'abbassamento dell'età minima per il voto a 18 anni. Il primo Presidente della neonata repubblica fu Sir Anthony Mamo, già Governatore generale dal 1971. Le truppe dell'esercito britannico lasceranno l'isola solo nel 1979.

## Celebrazione
Il Republic Day è una delle sei festività nazionali attualmente previste dall'ordinamento maltese. La ricorrenza viene solitamente accompagnata da una cerimonia in cui il Presidente della Repubblica premia con il conferimento dell'Ordine nazionale al merito i benemeriti della società civile che se ne siano mostrati degni. Si tiene inoltre ogni anno un concerto nel Teatro Manoel e viene organizzata una esibizione di fuochi d'artificio.

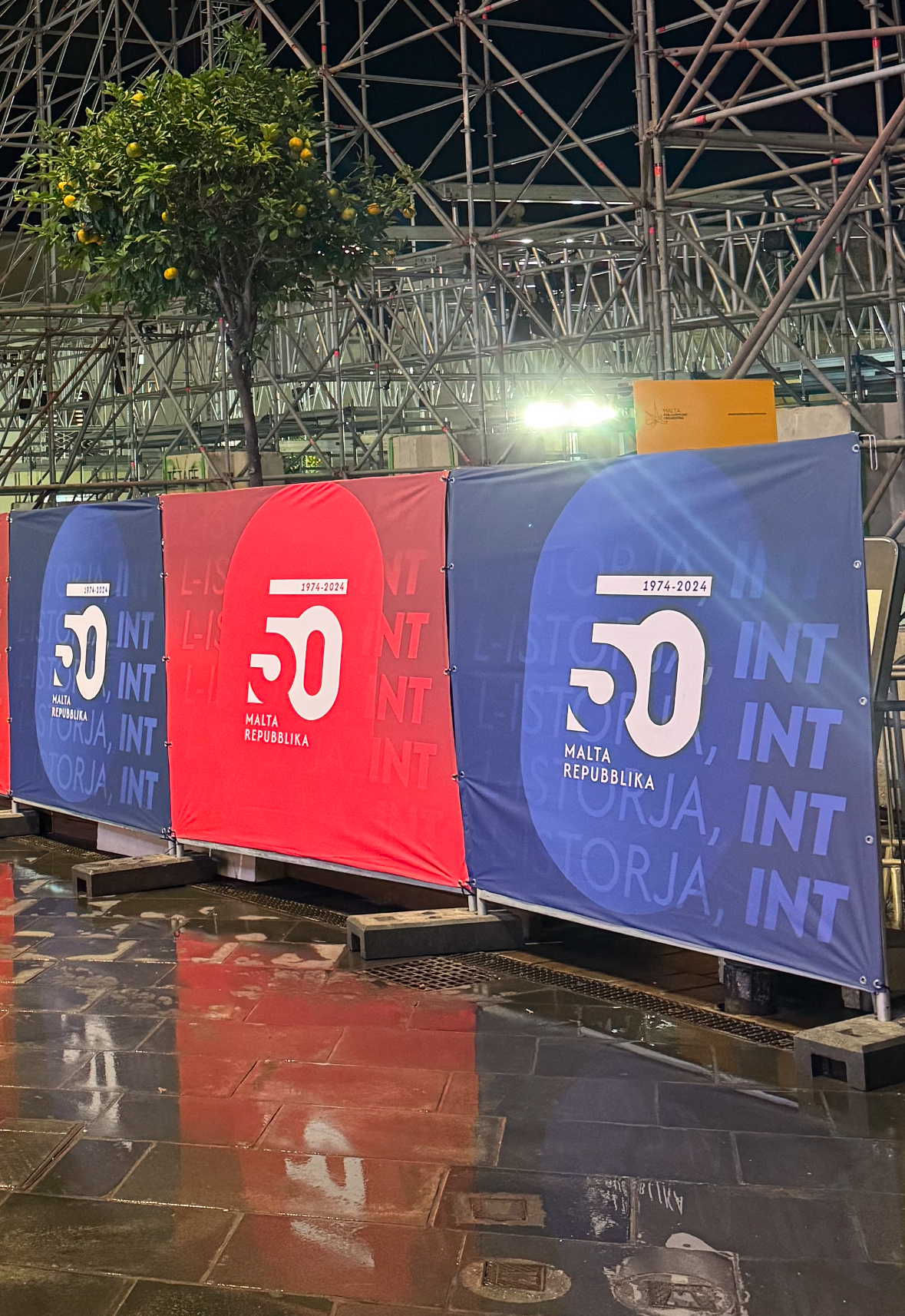
Logo del 50º anniversario della proclamazione della Repubblica maltese (2024)

Nel 2024 il cinquantesimo anno dalla proclamazione della Repubblica è stato celebrato con una serie di eventi speciali, fra cui una parata militare tenutasi nella capitale La Valletta ed una mostra organizzata nel Palazzo del Gran Maestro, residenza ufficiale del Presidente.